# Melleschet
Melleschet (Limburgs: Mellesjet) is een buurtschap ten westen van Vijlen in de gemeente Vaals in de Nederlandse provincie Limburg. De buurtschap bestaat uit een dertigtal boerderijen en huizen langs de straat Melleschet bij het dal van de Mechelderbeek. De naam van de buurtschap wordt voor het eerst vermeld in de 14e eeuw als 'Mellence'.

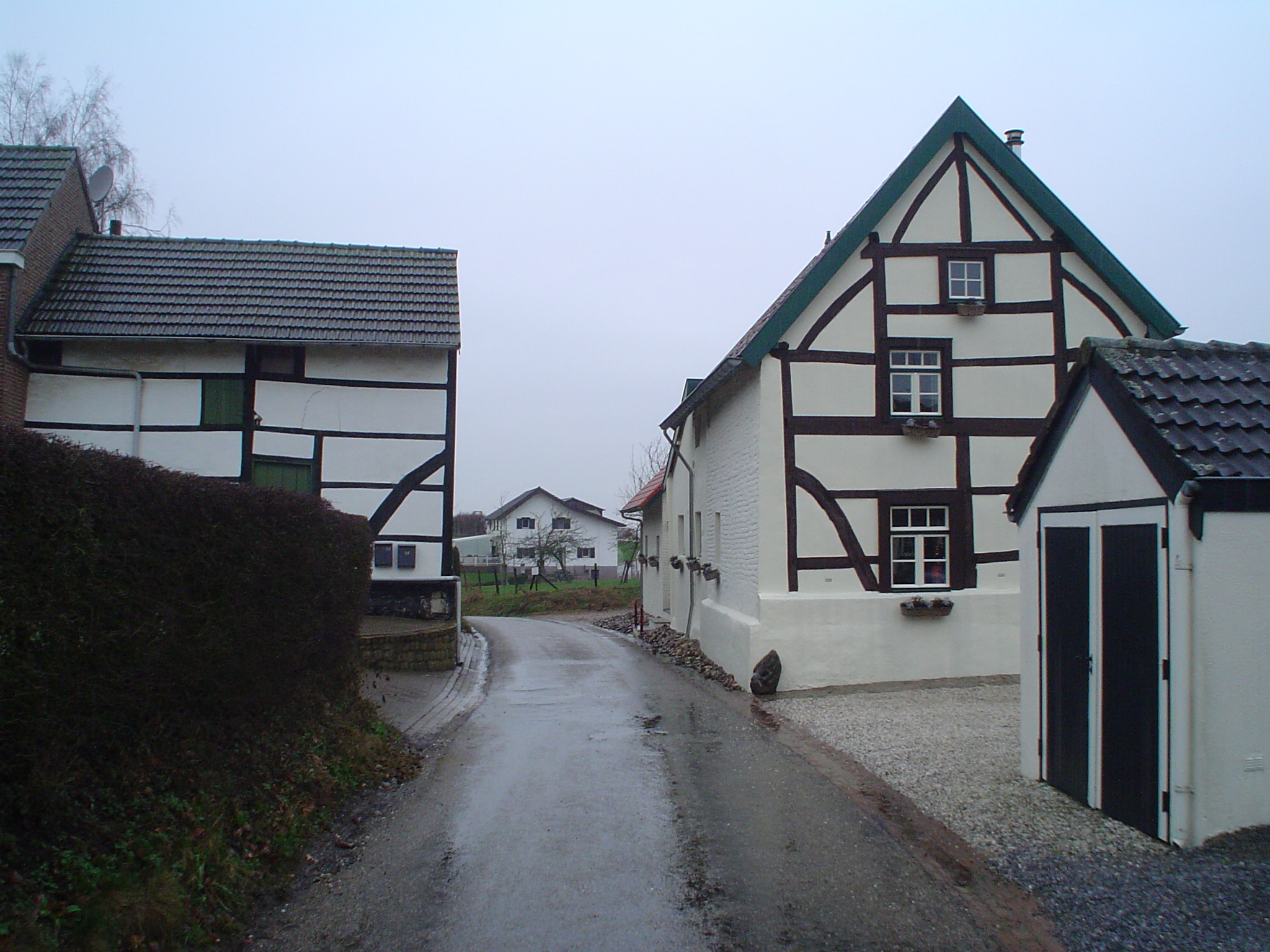
Vakwerkhuizen in Melleschet

In Melleschet staan verschillende vakwerkboerderijen en -huizen. Ten oosten van de Mechelderbeek staan de resten van de Nederlandsche Portland-Cementfabriek, een van de oudste cementfabrieken van Nederland. Ten noorden van Melleschet ligt de heemtuin 'De Heebrig', die wordt beheerd door de IVN-afdeling Vijlen-Vaals.
Dorpen: Holset · Lemiers · Vaals · Vijlen

Buurtschappen: Raren · Mamelis · Camerig · Cottessen · Harles · Melleschet · Oud-Lemiers · Rott · Wolfhaag

Limburg: Steden en dorpen      Nederland: Provincies · Gemeenten